# Bundesstraße 521
Die Bundesstraße 521 (Abkürzung: B 521) ist eine deutsche Bundesstraße in Hessen im Raum Frankfurt am Main.

## Überblick
- Anfangspunkt: Büdingen-Büches
- Endpunkt: Frankfurt am Main an der Friedberger Warte
- Kreise: Wetteraukreis, Main-Kinzig-Kreis, Stadt Frankfurt
- Ausbau: zweistreifig; zwischen Frankfurt und Bad Vilbel vierstreifig

## Geschichte/Weiteres
Die Bundesstraße 521 wurde Mitte/Ende der 1970er Jahre eingerichtet. Auf dem Abschnitt der Friedberger Landstraße zwischen der Stadtgrenze Bad Vilbel und der Friedberger Warte ersetzte sie 1995 die Bundesstraße 3, die seitdem zwischen Preungesheimer Dreieck an der A 661 und Karben-Kloppenheim westlich um Bad Vilbel geführt wird.
Im Zuge des Neubaus der Ortsumgehung Nidderau (2009–2015) wurde die B 521 im Norden um Nidderau-Heldenbergen geführt und die Kreuzungen mit der Bundesstraße 45 an den westlichen Ortsrand verlagert.